# Avions Voisin C18
L’Avions Voisin C18 est une automobile française produite à quatre-vingt neuf exemplaires par le constructeur Avions Voisin de 1929 à 1933. Munie d’un moteur à 12 cylindres en V, elle est proposée à l’époque en cinq carrosseries différentes, ou sous forme de châssis nu. Il n’en subsiste plus que trois exemplaires en 2020.

## Technique
Un premier moteur d’une cylindrée de 3 900 cm3 est d’abord monté, remplacé rapidement par un V12 sans soupapes à chemises louvoyantes de 4 885 cm3, d’un alésage de 72 mm pour une course de 100 mm. Développant 105 ch (soit 28 chevaux fiscaux), il est alimenté par un unique carburateur Cozette. L’allumage est à Delco ; le liquide de refroidissement est mis en circulation grâce à un système alliant pompe et thermosiphon. L’embrayage — à disques multiples, puis monodisque à partir de 1931 — transmet la puissance à la boîte de vitesses à quatre rapports (plus une marche arrière), et est transmise aux roues arrière selon l’architecture classique à propulsion. La vitesse maximale se monte à 115 km/h,.
Le châssis est repris des modèles C12 et C16 du constructeur. Codé « Diane » dans la nomenclature de l’usine, il est réalisé en tôle emboutie et supporte, outre le moteur et la transmission, des suspensions à ressorts à lames semi-elliptiques aux quatre roues. L’usine le propose soit nu, à confier par le client au carrossier de son choix, soit avec quatre carrosseries d’usine : berline à cinq places appelée « Chevauchée », berline longue à six places « Chevreuse », limousine à sept places « Caravane » (sans malle arrière), ou coupé à deux ou trois places « Châtelaine ». En 1931, la berline est proposée avec cinq places, tandis qu’apparaît un coupé-limousine à sept places sans malle, nommé « Chevance », et que le coupé est retiré du catalogue. La berline longue est supprimée en 1932 ; pour la dernière année de production, 1933, seul le châssis nu est proposé.

## Historique
Présentée pour la première fois au salon de l’automobile de 1929, l’Avions Voisin C18 est vendue à quatre-vingt neuf exemplaires jusqu’à son retrait du catalogue de la marque en 1933.
En 2020, il ne subsiste que trois Voisin C18. 
L’une d’elles, vendue en 1932 aux frères Bucciali est transformée par ceux-ci en Bucciali-Voisin ; elle est depuis  conservée aux États-Unis, munie d’une carrosserie par Saoutchik,. 
La seconde, un coupé « Châtelaine », se trouve dans la collection du roi de Thaïlande,.
La troisième est un châssis de 1931, habillé en coupé par François Saliot, carrossier à Levallois-Perret, pour un bijoutier invalide de guerre. À la mort de celui-ci en 1958, elle est rachetée par le collectionneur Alexis Dreye, qui la remise sans y toucher jusqu’au milieu des années 1970, quand elle bénéficie d’une restauration. Le 28 juin 2017, alors qu’elle n’affiche que 2 700 km depuis sa sortie d’usine, elle est vendue aux enchères à un collectionneur américain anonyme, pour la somme de 750 000 €, frais non-inclus.